# Джафарабаде-Дженгель
Джафарабаде-Дженгель (перс. جعفرآباد جنگل‎) — село на севере Ирана, в остане Тегеран. Входит в состав шахрестана Тегеран. Является частью дехестана (сельского округа) Хелазир бахша Афтаб.

## География
Село находится в центральной части остана, к западу от автодороги , на расстоянии приблизительно 6 километров (по прямой) к югу от города Тегеран, административного центра шахрестана. Абсолютная высота — 1054 метра над уровнем моря.

## Население
По данным переписи 2006 года население села составляло 386 человек (188 мужчин и 198 женщин). В Джафарабаде-Дженгеле насчитывалось 98 домохозяйств. Уровень грамотности населения составлял 71,8 %. Уровень грамотности среди мужчин составлял 73,9 %, среди женщин — 69,7 %.
В 2016 году в селе имелось 171 домохозяйство и проживало 515 человек (246 мужчин и 269 женщин).